# خورخي سانز
خورخي سانز (بالإسبانية: Jorge Sanz Rodríguez) مواليد 1 أبريل 1993، هو لاعب كرة سلة إسباني بدأ مسيرته الاحترافية في سنة 2011 يلعب في ليغا أيه سي بي ويحمل الرقم 8.

## فرق لعب لها
- ريال مدريد بالونكيستو
- بالونكيستو فوينلابرادا

## روابط خارجية
- خورخي سانز على موقع الاتحاد الدولي لكرة السلة (الإنجليزية)
- خورخي سانز على موقع الدوري الأوروبي لكرة السلة (الإنجليزية)
- خورخي سانز على موقع الدوري الإسباني لكرة السلة (الإسبانية)
- خورخي سانز على موقع كرة السلة الأوروبية.كوم (الإنجليزية)
- خورخي سانز على موقع ريلجم (الإنجليزية)
- خورخي سانز على موقع بروبوليرز (الإنجليزية)
- خورخي سانز على موقع سبورتس رفرنس (الإنجليزية)